# 3
 For alternative betydninger, se 3 (flertydig). (Se også artikler, som begynder med 3)
| 3                  |
| ------------------ |
| Dødsfald - Fødsler |
|                    |

| Gregoriansk kalender | 3 III                   |
| Ab urbe condita      | 756                     |
| Armensk kalender     | I/T                     |
| Kinesiske kalender   | 2699 – 2700 壬戌 – 癸亥 |
| Etiopisk kalender    | -5 – -4                 |
| Jødisk kalender      | 3763 – 3764             |
| Hindukalendere       |                         |
| - Vikram Samvat      | 58 – 59                 |
| - Shaka Samvat       | N/A                     |
| - Kali Yuga          | 3104 – 3105             |
| Iransk kalender      | 619 BP – 618 BP         |
| Islamisk kalender    | 638 BH – 637 BH         |

## Født
- Ban Biao, kinesisk historiker (d. 54)
- Apostlen Paulus (d. 67)